# Кінооператор (фільм, 1928)
«Кінооператор» (англ. The Cameraman) — німа кінокомедія 1928 року за участю Бастера Кітона.

## Сюжет
Бастер, дрібний вуличний фотограф, стає оператором-документалістом, намагаючись домогтися любові Саллі, й після безлічі пригод перетворюється на професіонала.
Результати його перших спроб, показаних на екрані, такі: «…коні скачуть задом наперед, перекидаючи бар'єри, які самі собою встають на місце; красуні вистрибують із води на трамплін; броненосець дістається моря нью-йоркськими вулицями, лякаючи людей, що змагаються у швидкості з автобусами».

## У ролях
- Бастер Кітон — Бастер
- Марселін Дей — Саллі
- Гарольд Гудвін — Стегг
- Сідні Брейсі — редактор
- Гаррі Гріббон — поліцейський

## Історія створення
Фільм став першим досвідом співпраці Кітона з Metro-Goldwyn-Mayer і мав успіх, проте вже через рік компанія позбавила Кітона творчого контролю над його фільмами, завдавши тим самим серйозний довгостроковий збиток його кар'єрі. Кітон пізніше назвав перехід до MGM найбільшою помилкою у своїй кар'єрі.
Стрічка довгий час вважалася загубленою. Повна копія була виявлена 1968 року в Парижі. У 1991 році виявили ще одну копію, набагато вищої якості, але з відсутністю деяких фрагментів. На їх основі була змонтована повна якісна версія.

## Критика
2005 року «Кінооператор» був включений до Національного реєстру фільмів.
Фільм не проходить Тест Бекдел, оскільки в ньому лише одна персонажка.